# 響～成為小說家的方法～
《響～成為小說家的方法～》是柳本光晴所創作的日本漫畫作品。於《Big Comic Superior》2014年第18號至2019年第21號期間連載，講述喜歡小說的高中少女鮎喰響成為小說家的故事。本作於2019年10月完結時，累積發行量超過233萬本。漫畫大獎2017大獎、第64屆（2018年）小學館漫畫獎一般向部門得獎作品。2018年9月14日，漫畫改編真人電影《響 -HIBIKI-》上映。

## 劇情大綱
鮎喰響是一名熱愛小說的少女，成長環境平凡，除了青梅竹馬涼太郎以外幾乎不和任何人來往。進入北瀨戶高中就讀後，響加入了文藝社，結識知名作家祖父江秋人的女兒凜夏，以及一些與小說源淵各異的同伴。響將長篇小說《御伽之庭》（お伽の庭）寄給小論社雜誌《木蓮》的新人獎，被編輯花井讀到。花井立志於重振銷量低迷的純文學界，認為響有這個能力，許多職業作家也讚嘆於響的作品。然而響的思想和行為舉止獨特，講話直率，遇到有人找麻煩可以直接拳腳相向或恐嚇威脅，令身為責任編輯的花井擔憂不已。
《御伽之庭》贏得了《木蓮》新人獎，並因此正式對外發表。不久後，《御伽之庭》同時拿下芥川獎和直木獎，身為年僅15歲的文學獎雙料得主，響成為名人，媒體紛紛想揭發響的身分。花井極力避免讓響的資訊公諸於世，但最後還是在高二時曝光。不過響抱持著船到橋頭自然直的態度，也不顧外人視她為天才，堅持著「響就是響」的態度。
上了高三，響開始思考出路的事，而由於響的作品使純文學受到關注，花井得到創辦新的文學雜誌的機會，前提是必須連載響的作品。經歷許多人事物後，響決定前往英國留學，接觸外語的小說作品。響的長篇新作《青之城》（青の城）刊登在新雜誌《雛菊》，高中畢業隔天她便隻身出國留學，故事到此畫下句點。

## 登場人物

### 主人公
鮎喰 響（あくい ひびき）
花井 ふみ（はない ふみ）

### 北瀬戸高校

#### 文芸部
祖父江 凛夏（そぶえ りか）
椿 涼太郎（つばき りょうたろう）

## 出版書籍
| 卷數 | 小學館         | 小學館                 | 尖端出版       | 尖端出版               |
| 卷數 | 發售日期       | ISBN                   | 發售日期       | ISBN                   |
| ---- | -------------- | ---------------------- | -------------- | ---------------------- |
| 1    | 2015年2月27日  | ISBN 978-4-09-186769-8 | 2019年4月24日  | ISBN 978-957-10-8487-9 |
| 2    | 2015年7月30日  | ISBN 978-4-09-187148-0 | 2019年4月24日  | ISBN 978-957-10-8488-6 |
| 3    | 2015年12月28日 | ISBN 978-4-09-187368-2 | 2019年4月24日  | ISBN 978-957-10-8511-1 |
| 4    | 2016年6月30日  | ISBN 978-4-09-187646-1 | 2019年6月21日  | ISBN 978-957-10-8596-8 |
| 5    | 2016年11月30日 | ISBN 978-4-09-189244-7 | 2019年7月19日  | ISBN 978-957-10-8597-5 |
| 6    | 2017年4月12日  | ISBN 978-4-09-189490-8 | 2019年8月21日  | ISBN 978-957-10-8687-3 |
| 7    | 2017年8月10日  | ISBN 978-4-09-189620-9 | 2019年9月20日  | ISBN 978-957-10-8688-0 |
| 8    | 2017年12月27日 | ISBN 978-4-09-189707-7 | 2019年11月15日 | ISBN 978-957-10-8732-0 |
| 9    | 2018年4月27日  | ISBN 978-4-09-189864-7 | 2019年12月30日 | ISBN 978-957-10-8733-7 |
| 10   | 2018年8月30日  | ISBN 978-4-09-860067-0 | 2020年2月18日  | ISBN 978-957-10-7890-8 |
| 11   | 2019年1月30日  | ISBN 978-4-09-860209-4 | 2020年3月23日  | ISBN 978-957-10-8812-9 |
| 12   | 2019年6月28日  | ISBN 978-4-09-860323-7 | 2020年5月13日  | ISBN 978-957-10-8876-1 |
| 13   | 2019年11月29日 | ISBN 978-4-09-860448-7 | 2020年6月19日  | ISBN 978-957-10-8877-8 |

## 真人電影
2018年9月14日以《響 -HIBIKI-》為標題的真人版電影上映，由時為櫸坂46成員的平手友梨奈首次主演。
演員表
- 鮎喰響：平手友梨奈（欅坂46）
- 祖父江凛夏：彩香·威爾森
- 神田正則：高嶋政伸
- 田中康平：柳楽優弥
- 鬼島仁：北村有起哉
- 矢野浩明：野間口徹
- 藤野弘：小松和重
- 大坪正人：黑田大輔
- 椿涼太郎：板垣瑞生
- 鹽崎隆也：笠松將
- 祖父江秋人：吉田栄作
- 山本春平：小栗旬
- 花井富美：北川景子

## 外部連結
- 漫畫官方網站（日語）
- 電影官方網站 （页面存档备份，存于）（日語）